# Wouter Bos

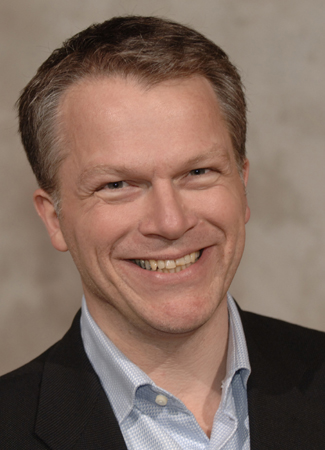
Wouter Bos (2007)

Wouter Jacob Bos (* 14. Juli 1963 in Vlaardingen) ist ein niederländischer Politiker, ehemaliger Parteiführer der sozialdemokratischen Partij van de Arbeid und vom 22. Februar 2007 bis den 23. Februar 2010 stellvertretender Ministerpräsident und Finanzminister der Niederlande. Am 12. März 2010 gab er seinen Rückzug aus der Politik bekannt. So will Bos nicht mehr für die Zweite Kammer antreten und ist am 25. April 2010 als Parteiführer zurückgetreten. Sein Nachfolger als Parteiführer ist Job Cohen, der ehemalige Bürgermeister von Amsterdam.

## Leben

### Jugend
Bos wuchs in einer sozialdemokratischen Familie mit protestantischem Hintergrund in Vlaardingen auf. Sein Vater gehörte zu den Gründern des Wirtschaftsfonds für Entwicklungszusammenarbeit (ICCO), den er viele Jahre leitete. Zwischen 1969 und 1974 besuchte Wouter Bos die protestantische Grundschule de Beurthonk in Odijk und 1974 das Christliche Lyceum in Zeist, das er 1980 mit dem Schwerpunkt Naturwissenschaften und klassische Literatur abschloss. Von 1980 bis 1981 war er ehrenamtlicher instructor des nationalen Zentrums des YMCA in Curdridge in Großbritannien.
1981 trat er der PvdA bei. Im gleichen Jahr begann Bos mit dem Studium der Politischen Wissenschaft an der Freien Universität Amsterdam. 1982 nahm er auch ein Wirtschaftsstudium auf. 1988 schloss er beide Fächer cum laude ab.

### Berufliche Karriere
Zwischen 1988 und 1998 arbeitete Bos in verschiedenen Positionen bei dem niederländisch-britischen Ölmulti Royal Dutch Shell. Mit diesem Hintergrund unterscheidet sich Bos von anderen niederländischen Politikern der Linken, denen die Sicht eines großen multinationalen Konzerns fehlt. Bos begann bei Shell, weil er der Meinung war, dass „die niederländische Linke nicht die Geschäftswelt der niederländischen Rechten überlassen“ sollte.
Zwischen 1988 und 1990 war er als Management-Berater bei der Raffinerie in Pernis tätig, wo er auf Training und Reorganisation spezialisiert war. 1990 wurde er politischer Berater des Zentralvorstands mit Zuständigkeit für die Beziehungen zu den Beschäftigten und die Arbeitsbedingungen. Außerdem wurde er tätig als Repräsentant des Zentralvorstands für die Vereinbarungen mit dem Konzernbetriebsrat. Von 1992 bis 1993 war er als Generalmanager der Shell Romania Exploration verantwortlich für den Aufbau der rumänischen Tochter von Shell. 1993 wurde er nach Hongkong versetzt, wo er als Personalplanungs- und Entwicklungsmanager der Shell-Gesellschaften im gesamten ostasiatischen Raum die Verantwortung für die Personalbeschaffung und die Auswahl neuen Führungspersonals für Shell in Südkorea, Taiwan, Hongkong und der Volksrepublik China übernahm. 1996 kehrte er nach Europa zurück, wo er als Berater der neuen Märkte für Shell International Oil Products in London mit besonderem Fokus auf die Akquisition in den schnell wachsenden LPG-Märkten Südamerikas und Asiens fungierte. 1998 verließ er Shell mit der Absicht, in die niederländische Politik zu gehen. Für eine kurze Zeit war er politischer Berater der PvdA-Fraktion im niederländischen Unterhaus der Generalstaaten und persönlicher Assistent des finanzpolitischen Sprechers Rick van der Ploeg.

## Politik

### Parlamentarier seit 1998
1998 wurde Bos für die PvdA in die niederländische Zweite Kammer gewählt, wo er sich als Finanzfachmann profilierte. Zusammen mit Rick van der Ploeg und Willem Vermeend reiste er als Polderboys durch das Land und hielt wirtschaftswissenschaftliche Lesungen an Universitäten. Bei einer Kabinettsumbildung 2000 folgte er Willem Vermeend als Staatssekretär für Finanzen, verantwortlich für Besteuerung, Geldpolitik und Finanzausgleich mit den regionalen und lokalen Behörden. Zusammen mit dem liberalen Minister Gerrit Zalm erreichte er die parlamentarische Unterstützung für eine radikale Reform des Steuersystems. Nach den Wahlen im Mai 2002 kehrte er in das Parlament als Fachmann für Einkommens- und Gesundheitspolitik zurück.

### Spitzenkandidat 2003
Nach dem Sturz des ersten Kabinetts Jan Peter Balkenende wurde Bos zum Spitzenkandidaten für die folgenden Wahlen und faktischen Vorsitzenden der PvdA bei den parteiinternen Wahlen 2002 mit 60 % der Stimmen gewählt. Er übernahm sofort den Fraktionsvorsitz von Jeltje van Nieuwenhoven, die er zusammen mit Klaas de Vries und Jouke de Vries mit einem Vorsprung von 30 % übertraf. 
Bei den Wahlen 2003 lieferte sich Bos ein Kopf-an-Kopf-Rennen mit dem amtierenden Ministerpräsidenten der Christdemokraten Balkenende. Bos erreichte 2002 nahezu eine Verdopplung der Stimmen und Sitze für die PvdA von 15 % (23 Sitze) auf 27 % (42 Sitze) im Jahr 2003. Die Wiederauferstehung der PvdA ist teilweise das Verdienst von Bos' Charisma und seiner jugendlichen Erscheinung (einige Journalisten sprechen auch von einem „sexy touch“). Dennoch blieb Balkenendes CDA größte Partei mit einem Vorsprung von zwei Sitzen. Bei den folgenden Verhandlungen zur Regierungsbildung stimmte die persönliche Chemie zwischen Balkenende und Bos nicht. Nach ausgedehnten Verhandlungen mit der PvdA bildete die CDA eine Regierung mit der konservativ-liberalen VVD und der progressiv-liberalen D66.
Als Fraktionsvorsitzender der größten Oppositionspartei wendete Bos einen bedeutenden Teil seiner Zeit auf die Reform der internen Organisation der PvdA und ihr öffentliches Image auf zusammen mit dem Parteivorsitzenden Ruud Koole. Bos wurde kritisiert, weil er zu wichtigen Reformen und politischen Fragen öffentlich schwieg und sein moderater Stil anderen Parteien ermöglichte, die Führung der Opposition zu beanspruchen. Trotz immer noch großer öffentlicher Unterstützung bewirkte die Kritik an seinem Ansatz „Stil vor Substanz“, dass er zum am meisten überschätzten Politiker der Niederlande gewählt wurde.

### Spitzenkandidat 2006 und Ministeramt

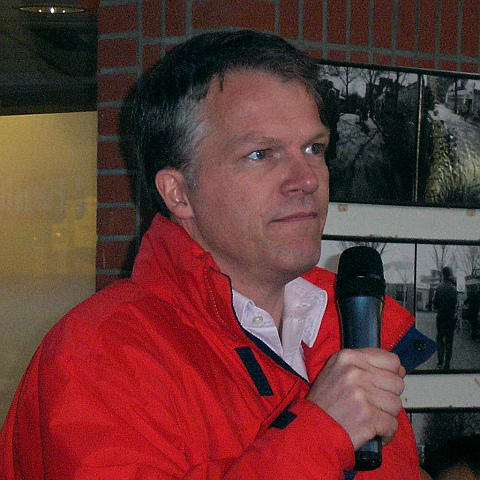
Wouter Bos im Wahlkampf 2006 in Hengelo

Bei dem Parteitag seiner Partei im Dezember 2005 kündigte Bos seinen Anspruch auf das Amt des Ministerpräsidenten an, falls die PvdA nach den nächsten nationalen Wahlen die stärkste Partei werden sollte. Bei den Kommunalwahlen 2006 schnitt die PvdA als stärkste Kommunalpartei ziemlich gut ab. Dennoch liefert sich die PvdA unter Bos Führung einen erbitterten Wahlkampf bei den Parlamentswahlen 2006 mit der konkurrierenden CDA um die Position als stärkste Parlamentsfraktion. Einige sehen die von Bos vorgeschlagene Rentenreform zur Bekämpfung der Folgen des demographischen Wandels als Grund für den kürzlichen Rückschlag in der Popularität.
Andere betonen das schwindende Vertrauen in Bos in Teilen der Wählerschaft, die ihn aus den gleichen Gründen als unglaubwürdig ansehen. Bei den Parlamentswahlen im November 2006 unterlag die PvdA der CDA von Balkenende erneut. Beide großen politischen Parteien gingen aus den Wahlen geschwächt hervor, wobei die zu Beginn des Wahlkampfes führende PvdA letztlich gut 5 % der Stimmen und 10 Sitze verlor.
CDA und PvdA einigten sich schließlich auf eine Koalition zusammen mit der ChristenUnie (CU). Seit dem 22. Februar 2007 war Bos stellvertretender Ministerpräsident und Finanzminister im vierten Kabinett Balkenende.

## Persönliches
2002 heiratete er Barbara Bos (der gleiche Familienname ist zufällig). Die beiden Töchter des Paares wurden 2004 und 2006 geboren.